# Eduard Jäger von Jaxtthal
Eduard Jäger von Jaxtthal (ur. 25 czerwca 1818 w Wiedniu, zm. 5 lipca 1884 tamże) – austriacki okulista. Był synem Friedricha Jäger von Jaxtthala i wnukiem Georga Josepha Beera. Jako jeden z pierwszych przeprowadzał oftalmoskopię, wprowadził oftalmoskopię bezpośrednią. 
W 1853 habilitował się jako prywatny wykładowca okulistyki na Uniwersytecie Wiedeńskim. W 1858 został ordynatorem oddziału okulistyki Szpitala Ogólnego w Wiedniu. Dopiero w 1883 został kierownikiem nowo utworzonej II Katedry Okulistyki na Uniwersytecie Wiedeńskim.

## Wybrane prace
- Beiträge zur Pathologie des Auges. Wiedeń: Staatsdruckerei, 1855.
- Ergebnisse der Untersuchung des menschlichen Auges mit dem Augenspiegel.- Wiedeń: Staatsdr. 1855.
- Ophthalmoskopischer Hand-Atlas. Wiedeń, Hofdruckerei 1869.